# Rajon Myrhorod
Der Rajon Myrhorod (ukrainisch Миргородський район/Myrhorodskyj rajon; russisch Миргородский район/Mirgorodski rajon) ist ein Rajon im Norden der zentralukrainischen Oblast Poltawa. Verwaltungszentrum ist der gleichnamige Ort Myrhorod, dieser war aber selbst bis Juli 2020 kein Teil des Rajonsgebietes.

## Geographie
Der Rajon liegt im Norden der Oblast Poltawa und grenzt im Norden an den Rajon Romny (in der Oblast Sumy gelegen), im Nordosten an den Rajon Sumy und Rajon Ochtyrka (Oblast Sumy), im Osten an den Rajon Poltawa, im Süden an den Rajon Krementschuk, im Westen an den Rajon Lubny sowie im Nordwesten an den Rajon Pryluky (in der Oblast Tschernihiw gelegen).
Bis Juli 2020 grenzte im Nordosten an den Rajon Hadjatsch, im Osten auf einem kurzen Stück an den Rajon Senkiw, im Südosten an den Rajon Schyschaky, im Süden an den Rajon Welyka Bahatschka, im Südwesten an den Rajon Chorol, im Westen an den Rajon Lubny sowie im Nordwesten an den Rajon Lochwyzja.

Flagge des Rajons

Das Rajonsgebiet liegt auf der aus saaleeiszeitlichen Löss-Ablagerungen aufgebauten Poltawaebene (als Teil des Dneprtieflandes) und wird von den Flüssen Psel und Chorol durchflossen, dabei ergeben sich Höhenlagen zwischen 100 und 160 Metern.
Die Böden sind überwiegend Tschernosem-Erden, welche in Flussniederungen teilweise versumpft und versalzen sind. An Rohstoffen finden sich im Rajon u,a, Erdöl, Gas, Torf und Mineralwasser.

## Geschichte
Der Rajon entstand am 7. März 1923 aus Teilen des alten Okrugs Lubny als Teil der Ukrainischen SSR in der Sowjetunion. In seiner heutigen Form besteht der Rajon seit dem 8. Januar 1966, 1991 wurde er ein Teil der heutigen Ukraine. 
Am 20. April 2007 wurden die Dörfer Kyrsiwka (Кирсівка) und Perederijiwka (Передеріївка) aufgelöst.
Am 17. Juli 2020 kam es im Zuge einer großen Rajonsreform zur Auflösung des alten Rajons und einer Neugründung unter Vergrößerung des Rajonsgebietes um die Rajone Hadjatsch, Lochwyzja, Schyschaky und Welyka Bahatschka sowie der bis dahin unter Oblastverwaltung stehenden Städte Myrhorod und Hadjatsch.

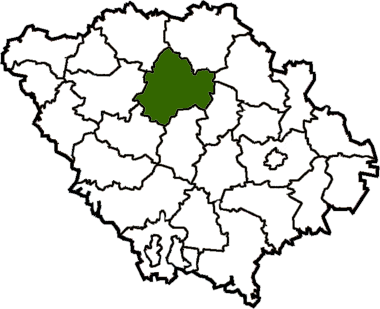
Rajon Myrhorod bis Juli 2020
Rajonsgebiet ab Juli 2020

## Administrative Gliederung
Auf kommunaler Ebene ist der Rajon in 17 Hromadas (4 Stadtgemeinden, 5 Siedlungsgemeinden und 8 Landgemeinden) unterteilt, denen jeweils einzelne Ortschaften untergeordnet sind.
Zum Verwaltungsgebiet gehören:
- 4 Städte
- 5 Siedlungen städtischen Typs
- 414 Dörfer
- 2 Ansiedlungen

Die Hromadas sind im Einzelnen:
- Stadtgemeinde Myrhorod
- Stadtgemeinde Hadjatsch
- Stadtgemeinde Lochwyzja
- Stadtgemeinde Sawodske
- Siedlungsgemeinde Hoholewe
- Siedlungsgemeinde Komyschnja
- Siedlungsgemeinde Romodan
- Siedlungsgemeinde Schyschaky
- Siedlungsgemeinde Welyka Bahatschka
- Landgemeinde Bilozerkiwka
- Landgemeinde Krasna Luka
- Landgemeinde Ljutenka
- Landgemeinde Petriwka-Romenska
- Landgemeinde Sentscha
- Landgemeinde Serhijiwka
- Landgemeinde Welyki Budyschtscha
- Landgemeinde Welyki Sorotschynzi

Auf kommunaler Ebene war der Rajon bis Juli 2020 in zwei Siedlungsratsgemeinden und 23 Landratsgemeinden unterteilt, denen jeweils einzelne Ortschaften untergeordnet waren.
Zum Verwaltungsgebiet gehörten:
- 2 Siedlungen städtischen Typs
- 94 Dörfer
- 2 Ansiedlungen

### Siedlungen städtischen Typs
| Siedlungen städtischen Typs | Siedlungen städtischen Typs | Siedlungen städtischen Typs |
| Name                        | Name                        | Name                        |
| ukrainisch transkribiert    | ukrainisch                  | russisch                    |
| --------------------------- | --------------------------- | --------------------------- |
| Komyschnja                  | Комишня                     | Комышня                     |
| Romodan                     | Ромодан                     | Ромодан                     |

### Dörfer und Siedlungen
| Dörfer                   | Dörfer           | Dörfer                                     | Dörfer              |
| Name                     | Name             | Name                                       | Gemeindezuordnung   |
| ukrainisch transkribiert | ukrainisch       | russisch                                   | Gemeindezuordnung   |
| ------------------------ | ---------------- | ------------------------------------------ | ------------------- |
| Andrijiwka               | Андріївка        | Андреевка (Andrejewka)                     | Kljuschnykiwka      |
| Bakumiwka                | Бакумівка        | Бакумовка (Bakumowka)                      | Tscherewky          |
| Beswodiwka               | Безводівка       | Безводовка (Beswodowka)                    | Tscherkaschtschany  |
| Bessaraby                | Бессараби        | Бессарабы                                  | Solonzi             |
| Bijewe                   | Бієве            | Боево (Bojewo)                             | Kybynzi             |
| Bilyky                   | Білики           | Белики (Beliki)                            | Bilyky              |
| Buluky                   | Булуки           | Булуки (Buluki)                            | Komyschnja          |
| Chomutez                 | Хомутець         | Хомутец                                    | Chomutez            |
| Derkatschi               | Деркачі          | Деркачи                                    | Schachworostiwka    |
| Dibriwka                 | Дібрівка         | Дибровка                                   | Dibriwka            |
| Dowhalewe                | Довгалеве        | Довгалево (Dowgalewo)                      | Welykyj Bajrak      |
| Dowhaliwka               | Довгалівка       | Довгалевка (Dowgalewka)                    | Chomutez            |
| Fuhli                    | Фуглі            | Фугли (Fugli)                              | Tscherkaschtschany  |
| Harkuschynzi             | Гаркушинці       | Гаркушинцы (Garkuschinzy)                  | Harkuschynzi        |
| Hassenky                 | Гасенки          | Гасенки (Gassenki)                         | Kljuschnykiwka      |
| Hlyboke                  | Глибоке          | Глубокое (Glubokoje)                       | Dibriwka            |
| Hryhoriwka               | Григорівка       | Григоровка (Grigorowka)                    | Kljuschnykiwka      |
| Iwaschtschenky           | Іващенки         | Иващенки (Iwaschtschenki)                  | Polywjane           |
| Jarmaky                  | Ярмаки           | Ярмаки (Jarmaki)                           | Jarmaky             |
| Jemzi                    | Ємці             | Емцы (Jemzy)                               | Jarmaky             |
| Jerky                    | Єрки             | Ерки (Jerki)                               | Jarmaky             |
| Kljuschnykiwka           | Клюшниківка      | Клюшниковка (Kljuschnikowka)               | Kljuschnykiwka      |
| Konjuschewe              | Конюшеве         | Конюшево (Konjuschewo)                     | Romodan             |
| Koptiw                   | Коптів           | Коптев (Koptew)                            | Solonzi             |
| Kotljari                 | Котлярі          | Котляры (Kotljary)                         | Dibriwka            |
| Kusmenky                 | Кузьменки        | Кузьменки (Kusmenki)                       | Petriwzi            |
| Kupiwschtschyna          | Купівщина        | Куповщина (Kupowschtschina)                | Polywjane           |
| Kybynzi                  | Кибинці          | Кибинцы (Kibinzy)                          | Kybynzi             |
| Leschtschenky            | Лещенки          | Лещенки (Leschtschenki)                    | Bilyky              |
| Lissowe                  | Лісове           | Лесное (Lesnoje)                           | Komyschnja          |
| Ljubiwschtschyna         | Любівщина        | Любовщина (Ljubowschtschina)               | Schachworostiwka    |
| Mala Hremjatscha         | Мала Грем'яча    | Малая Гремячая (Malaja Gremjatschaja)      | Popiwka             |
| Malyniwka                | Малинівка        | Малиновка (Malinowka)                      | Schachworostiwka    |
| Mali Sorotschynzi        | Малі Сорочинці   | Малые Сорочинцы (Malyje Sorotschinzy)      | Chomutez            |
| Malzi                    | Мальці           | Мальцы (Malzy)                             | Slobidka            |
| Marenytschi              | Мареничі         | Мареничи (Marenitschi)                     | Solonzi             |
| Martschenky              | Марченки         | Марченки (Martschenki)                     | Bilyky              |
| Mylaschenkowe            | Милашенкове      | Милашенково (Milaschenkowo)                | Bilyky              |
| Mokrijiwka               | Мокріївка        | Мокриевка (Mokrijewka)                     | Tscherkaschtschany  |
| Nowoselyzja              | Новоселиця       | Новоселица (Nowoseliza)                    | Tscherewky          |
| Nossenky                 | Носенки          | Носенки (Nossenki)                         | Slobidka            |
| Olefiriwka               | Олефірівка       | Олефировка (Olefirowka)                    | Sawynzi             |
| Onazke                   | Онацьке          | Онацкое (Onazkoje)                         | Ostapiwka           |
| Ossowe                   | Осове            | Осово (Ossowo)                             | Slobidka            |
| Ostapiwka                | Остапівка        | Остаповка (Ostapowka)                      | Ostapiwka           |
| Panassiwka               | Панасівка        | Панасовка (Panassowka)                     | Welyka Obuchiwka    |
| Pantschenky              | Панченки         | Панченки (Pantschenki)                     | Ostapiwka           |
| Petriwka                 | Петрівка         | Петровка (Petrowka)                        | Tscherkaschtschany  |
| Petriwzi                 | Петрівці         | Петровцы (Petrowzy)                        | Petriwzi            |
| Pyssariwka               | Писарівка        | Писаревка (Pissarewka)                     | Tscherkaschtschany  |
| Pokasowe                 | Показове         | Показовое (Pokasowoje)                     | Dibriwka            |
| Polywjane                | Полив'яне        | Полывяное (Polywjanoje)                    | Polywjane           |
| Popiwka                  | Попівка          | Поповка (Popowka)                          | Popiwka             |
| Prokopowytschi           | Прокоповичі      | Прокоповичи (Prokopowitschi)               | Tscherewky          |
| Radtschenky              | Радченки         | Радченки (Radtschenki)                     | Polywjane           |
| Radtschenkowe            | Радченкове       | Радченково (Radtschenkowo)                 | Tscherewky          |
| Rybalske                 | Рибальське       | Рыбальское (Rybalskoje)                    | Harkuschynzi        |
| Ruda                     | Руда             | Руда                                       | Subiwka             |
| Sakaliwka                | Сакалівка        | Сакаловка (Sakalowka)                      | Welyka Obuchiwka    |
| Salisnjanky              | Залізняки        | Зализняки (Salisnjaki)                     | Kljuschnykiwka      |
| Saporoschzi              | Запорожці        | Запорожцы (Saporoschzy)                    | Tscherkaschtschany  |
| Saschka                  | Сажка            | Сажка                                      | Tscherewky          |
| Sawynzi                  | Савинці          | Савинцы (Sawinzy)                          | Sawynzi             |
| Scharkiwschtschyna       | Шарківщина       | Шарковщина (Scharkowschtschina)            | Romodan             |
| Schachworostiwka         | Шахворостівка    | Шахворостовка (Schachworostowka)           | Schachworostiwka    |
| Schpakowe                | Шпакове          | Шпаково (Schpakowo)                        | Dibriwka            |
| Schtompeli               | Штомпелі         | Штомпели (Schtompeli)                      | Kljuschnykiwka      |
| Schulhy                  | Шульги           | Шульги (Schulgi)                           | Komyschnja          |
| Selenyj Kut              | Зелений Кут      | Зеленый Кут (Seleny Kut)                   | Sawynzi             |
| Semerenky                | Семеренки        | Семеренки (Semerenki)                      | Sawynzi             |
| Skydanky                 | Скиданки         | Скиданки (Skidanki)                        | Tscherewky          |
| Slobidka                 | Слобідка         | Слободка (Slobodka)                        | Slobidka            |
| Solonzi                  | Солонці          | Солонцы (Solonzy)                          | Solonzi             |
| Sotnyzke                 | Сотницьке        | Сотницкое (Sotnizkoje)                     | Romodan             |
| Sochazke                 | Сохацьке         | Сохацкое (Sochazkoje)                      | Kljuschnykiwka      |
| Stowbyne                 | Стовбине         | Столбино (Stolbino)                        | Dibriwka            |
| Stupky                   | Ступки           | Ступки (Stupki)                            | Komyschnja          |
| Subiwka                  | Зубівка          | Зубовка (Subowka)                          | Subiwka             |
| Sujiwzi                  | Зуївці           | Зуевцы (Sujewzy)                           | Sujiwzi             |
| Synjoschtschoky          | Синьощоки        | Синещеки (Sineschtscheki)                  | Ostapiwka           |
| Trawnewe                 | Травневе         | Травневое (Trawnewoje)                     | Kljuschnykiwka      |
| Trudoljub                | Трудолюб         | Трудолюб                                   | Schachworostiwka    |
| Tscherewky               | Черевки          | Черевки (Tscherewki)                       | Tscherewky          |
| Tscherkaschtschany       | Черкащани        | Черкащаны (Tscherkaschtschani)             | Tscherkaschtschany  |
| Welyka Hremjatscha       | Велика Грем'яча  | Великая Гремячая (Welikaja Gremjatschaja)  | Popiwka             |
| Welyka Obuchiwka         | Велика Обухівка  | Великая Обуховка (Welikaja Obuchowka)      | Welyka Obuchiwka    |
| Welykyj Bajrak           | Великий Байрак   | Великий Байрак (Weliki Bairak)             | Welykyj Bajrak      |
| Welyki Sorotschynzi      | Великі Сорочинці | Большие Сорочинцы (Bolschije Sorotschinzy) | Welyki Sorotschynzi |
| Werchnja Budakiwka       | Верхня Будаківка | Верхняя Будаковка (Werchnjaja Budakowka)   | Ostapiwka           |
| Werchowyna               | Верховина        | Верховина (Werchowina)                     | Dibriwka            |
| Wessele                  | Веселе           | Веселое (Wesseloje)                        | Dibriwka            |
| Wowky                    | Вовки            | Волки (Wolki)                              | Kljuschnykiwka      |
| Wownjanka                | Вовнянка         | Вовнянка                                   | Wownjanka           |
| Zyssewe                  | Цисеве           | Цисево (Zissewo)                           | Welykyj Bajrak      |
| Siedlungen               |                  |                                            |                     |
| Dekabrystiw              | Декабристів      | Декабристов (Dekabristow)                  | Welykyj Bajrak      |
| Dibriwka                 | Дібрівка         | Дубровка                                   | Kljuschnykiwka      |